# Teo Macero
Attilio Joseph Macero, dit Teo Macero (né le 30 octobre 1925 à Glen Falls, dans l'État de New York, USA et mort le 19 février 2008 à Riverhead, New York, USA) était un producteur, arrangeur, compositeur et saxophoniste de jazz américain.
Il est notamment connu en tant que le producteur de nombreux enregistrements de disques de Miles Davis et d'autres célèbres musiciens de jazz.

## Biographie
En 1943 et 1944 Macero fait partie d'une formation à la Navy School of Music, à Washington. En 1946, il enseigne la musique dans sa ville natale. En 1953, il achève ses études de composition commencées en 1948 en obtenant un diplôme de la Juilliard School de New York. Entre 1957 et 1977, il travaille en tant que producteur pour Columbia Records.
Dès le milieu des années 1960, il a appliqué lors des enregistrements de Miles Davis des techniques de production et d'arrangement à partir de montages de bandes magnétiques aujourd'hui considérées comme pionnières. Il est le producteur de Miles Davis, pendant toute la période CBS/COLUMBIA, de 1960 à 1985 et créa certains des albums du trompettiste, à partir d'un matériau brut, dont rien ne prouve aujourd'hui que ce dernier en ai pu contrôler ou valider la totalité (sources : Biographie de Ian Carr et autobiographie de Miles Davis).

## Citation
« Lors de l'enregistrement de Kind of Blue, un nouveau personnage apparaît dans la cabine d'enregistrement : Teo Macero, le frère ennemi de Miles, le complice haï dont il ne saura se passer malgré de nombreuses brouilles. Saxophoniste et compositeur formé à la Juilliard School, il jouera, de 1959 à 1982, un rôle considérable auprès du trompettiste. C'est pour se protéger de ce personnage aussi envahissant, qui ne manque jamais de se faire créditer sur les pochettes, que Miles impose la mention Direction in Music by Miles Davis en 1968. À partir de 1966, le studio devient un champ d'expérimentation permanent et les bandes ne cessent de tourner. Tout est enregistré et les bobines s'accumulent entre 1967 et 1975, dans les armoires de la Columbia. À Teo Macero de trier, de couper, de monter, en principe sur les instructions de Miles. Mais il semble bien qu'un grand nombre de plages aient été entièrement réalisées par Macero, comme celle figurant sur A Tribute to Jack Johnson. »

— Franck Bergerot, Miles Davis, Introduction à l'écoute du jazz moderne, Seuil, 1996, p. 149.

## Musique
Sous son nom, il a joué sur un certain nombre de disques, comme Explorations (1953), What's New (1956) et Impressions Of Charles Mingus (1979). Dans les années 1954-1955, il a participé au Jazz Composers Workshop de Charles Mingus, et il est également possible d'entendre le résultat de ces sessions sur ces disques. Par la suite, il participa en tant que musicien aux enregistrements de Tony Bennett, Dave Brubeck, Herbie Hancock, Michel Legrand, Wallace Roney, Shirley MacLaine, Vernon Reid, Robert Palmer et DJ Logic.
Macero composa aussi bien de la musique atonale que des compositions rattachées au courant Third Stream. En 1958, fut créée son œuvre symphonique Fusion par l'orchestre philharmonique de New York, sous la direction de Leonard Bernstein. Celle-ci a été reprise en 1982 par les Lounge Lizards.

## Producteur
Teo Macero a produit de nombreux disques parmi lesquels on peut citer :
- Miles Davis:  Milestones, Kind of Blue, Sketches of Spain, Filles de Kilimanjaro, In a Silent Way, Bitches Brew, Get Up with It
- Charles Mingus: Ah-Um
- The Dave Brubeck Quartet: Time Out
- Larry Coryell: The Rite of Spring (Le Sacre du Printemps)
- Simon and Garfunkel: The Graduate (Le Lauréat)
- The Lounge Lizards: Fusion
- NoJazz: nojazz

Teo Macero a également produit des disques pour Thelonious Monk, Duke Ellington, Ella Fitzgerald, Johnny Mathis, Count Basie, Tony Bennett, Charlie Byrd et Stan Getz. En tant que producteur pour Columbia Records, il a négocié les contrats de Charles Mingus, Thelonious Monk et Larry Byrd avec la firme américaine. En 1999, il a fondé son propre label : Teorecords.

## Discographie sélective
- Charles Mingus, Jazz Composers Workshop  (Savoy SV 0171, 1954-55)
- Charles Mingus, Jazzical Moods (Period SIP 1107, 1955), également publié sous le titre Intrusions (Ember CJS 832). Il a encore été publié sous forme de CD sous le titre The Jazz Experiments of Charles Mingus (Bethlehem) et Abstractions (Affinity AFF 750).
- 1957, Teo Macero with The Prestige Jazz Quartet (OJC) avec Teddy Charles, Mal Waldron, Addison Farmer, Jerry Segal

## Sources
- (de) Cet article est partiellement ou en totalité issu de l’article de Wikipédia en allemand intitulé « Teo Macero » (voir la liste des auteurs).